# 紐曼斯維爾鎮區 (伊利諾伊州卡斯縣)
紐曼斯維爾鎮區（英語：Newmansville Township）是位於美國伊利諾伊州卡斯縣的一個行政鎮區。

## 地方資料
根據2010年美國人口普查的數據，紐曼斯維爾鎮區的面積為46.00平方千米，當中陸地面積為46.00平方千米，而水域面積為0.00平方千米。當地共有人口47人，而人口密度為每平方千米1.02人。